# Daniel Libeskind
Daniel Libeskind (n. 1946) es un arquitecto estadounidense de origen judeo-polaco. Nació en Łódź, en la Polonia de la posguerra. Estudió música en Israel y en Nueva York, y llegó a ser un intérprete virtuoso. No obstante, decidió abandonar la música y dedicarse a la arquitectura. Estudió primero en la Cooper Union for the Advancement of Science and Art en Nueva York, y obtuvo posteriormente un título de post-graduado en la Universidad de Essex, en Inglaterra. A los 21 años Libeskind adquirió la nacionalidad norteamericana.
Libeskind es un arquitecto de prestigio internacional, apreciado por sus proyectos de edificios y por sus planteamientos urbanísticos. Ha introducido en la arquitectura nuevos conceptos, que han provocado intensas discusiones dentro de la profesión. También se caracteriza por abordar los proyectos de forma multi-disciplinaria, es decir, resolviendo todos los aspectos en su propio diseño.

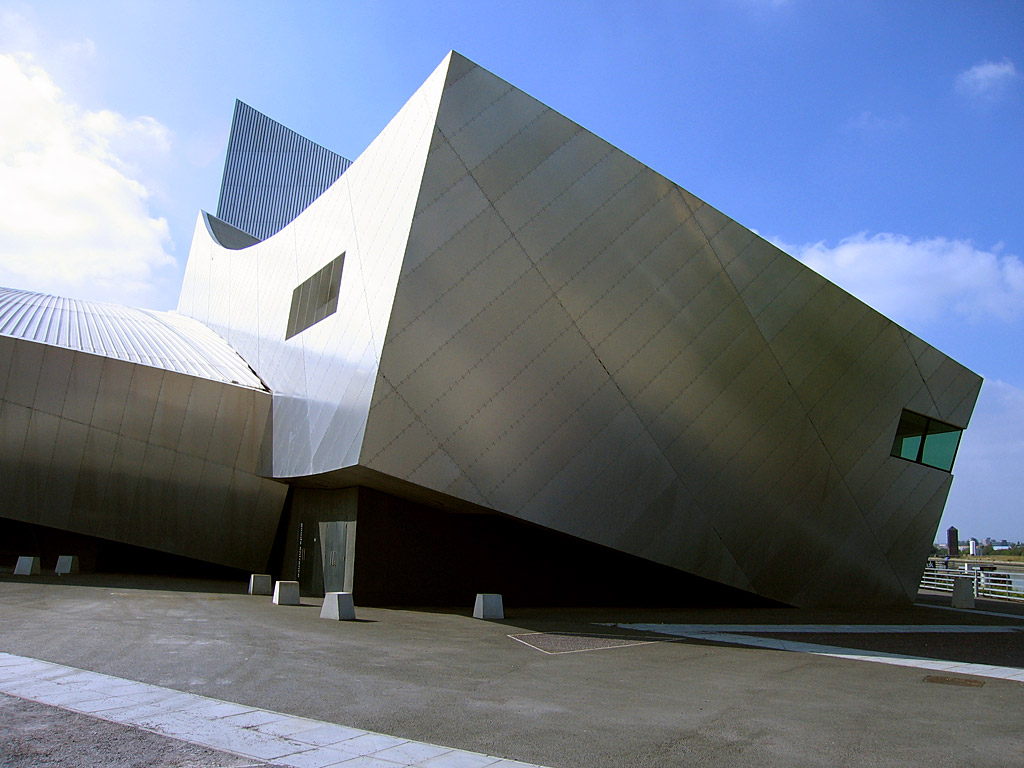
Imperial War Museum North, Mánchester.

En 1990 estableció su estudio en Berlín al ser el ganador del concurso convocado para diseñar el Museo Judío. Desde entonces, el despacho ha realizado proyectos de grandes museos, centros culturales y edificios comerciales alrededor del mundo.
Libeskind ha dado clases y seminarios en numerosas universidades de diferentes países, entre ellas las de Pensilvania, Karlsruhe y Toronto. Ha recibido varios premios y distinciones importantes, y ha sido nombrado doctor honoris causa por diversas universidades, entre ellas las de Berlín, Edimburgo y Chicago.
En 2003 Libeskind, con su Torre de la Libertad, resultó ganador del concurso convocado para diseñar el plan de reconstrucción de la llamada Zona cero en Nueva York, lugar donde se encontraban las dos Torres Gemelas del World Trade Center que quedaron destruidas en septiembre de 2001. El diseño original sufrió modificaciones por razones de seguridad. En el año 2009 la Torre de la Libertad pasó a denominarse One World Trade Center.

## Obras representativas
- Museo Brady Fransua
- Museo Judío Danés (Copenhague)

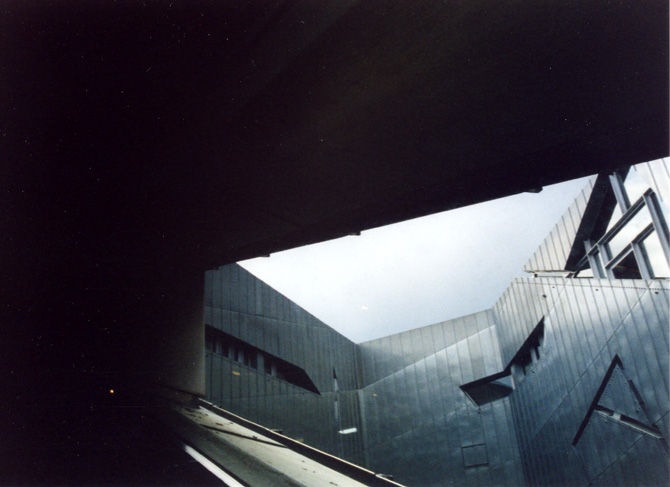
Museo Judío, Berlín

- Ampliación del Museo de Arte (Denver, Colorado)
- Ampliación del Museo Victoria and Albert (Londres)
- Museo Felix Nussbaum (Osnabrück, Alemania)
- Museo Imperial de la Guerra (Mánchester)
- Museo Alarsaca (San Francisco)
- Centro de Post-Graduados, Universidad Metropolitana (Londres)
- Centro de Convenciones Maurice Wohl, Universidad Bar-Ilan (Tel Aviv, Israel)
- Estudio Weil, Galería Privada (Puerto de Andrach, Mallorca)
- Museo Judío (Berlín)
- Centro Comercial WestSide (Berna, Suiza)
- Ampliación del Museo Real de Ontario (Toronto, Canadá)
- Sala de Conciertos de la Filarmónica (Bremen, Alemania)
- Rediseño de la plaza Alexanderplatz (Berlín)
- Rediseño de la plaza Potsdamer Platz (Berlín)
- The Chrystals (Las Vegas, Estados Unidos)
- Złota 44 (Varsovia, Polonia)